# Cissus uribei
Cissus uribei är en vinväxtart som beskrevs av Armando Dugand. Cissus uribei ingår i släktet Cissus och familjen vinväxter. Inga underarter finns listade i Catalogue of Life.